# Loodkleurig netplaatje
Loodkleurig netplaatje (Dictydiaethalium plumbeum) is een slijmzwam uit de familie Dictydiaethaliaceae. Het leeft saprotroof op dood hout van loofbomen en -struiken. Het komt met name voor op kort geleden gevelde stammen en snoeihout.

## Kenmerken
De diameter is 4 tot 5 cm en de hoogte 0,5 tot 1 mm. Het aethalium is vrij sterk afgeplat. De kleur is beige, bruin, okerkleurig of grijs, onder het aethalium een erbuiten uitstekend wit. Het plasmodium is roze.

## Verspreiding
Het loodkleurig netplaatje komt voor in alle werelddelen. In Nederland komt het vrij algemeen voor.